# Municipio de Upper Makefield
El municipio de Upper Makefield (en inglés: Upper Makefield Township) es un municipio ubicado en el condado de Bucks en el estado estadounidense de Pensilvania. En el año 2000 tenía una población de 7.180 habitantes y una densidad poblacional de 132.5 personas por km².

## Geografía
El municipio de Upper Makefield se encuentra ubicado en las coordenadas 40°17′31″N 74°55′27″O / 40.29194, -74.92417.

## Demografía
Según la Oficina del Censo en 2000 los ingresos medios por hogar en la localidad eran de $102,759 y los ingresos medios por familia eran $114,064. Los hombres tenían unos ingresos medios de $90,000 frente a los $42,365 para las mujeres. La renta per cápita para la localidad era de $56,288. Alrededor del 2,1% de la población estaban por debajo del umbral de pobreza.